# Chen Jingwen
Chen Jingwen (chiń. 陈静文; ur. 4 lutego 1990 w Shantou) – chińska lekkoatletka, sprinterka specjalizująca się w biegach na dystansie 400 metrów. Trzykrotna mistrzyni Azji, trzykrotna medalistka halowych mistrzostw Azji, medalistka uniwersjady, olimpijka z Pekinu.

## Przebieg kariery
W latach 2006–2008 startowała w zawodach lekkoatletycznych rozgrywanych głównie w Chinach. W tym czasie była też uczestniczką letnich igrzysk olimpijskich w Pekinie, na tych igrzyskach wystąpiła w konkurencji sztafety 4 × 400 m – chiński zespół z jej udziałem odpadł już w eliminacjach, w tej fazie zajmując 7. pozycję z czasem 3:30,77.
W 2009 otrzymała złoty medal mistrzostw Azji w sztafecie 4 × 400 m. Wywalczyła również złoty medal halowych igrzysk azjatyckich w Hanoi (w biegu na 400 m) oraz dwa złote medale igrzysk Azji Wschodniej w Hongkongu (w konkurencji biegu na 400 m i sztafety 4 × 400 m). Rok później została brązową medalistką igrzysk azjatyckich w sztafecie 4 × 400 m.
W 2011 roku otrzymała tytuł mistrzyni Azji w konkurencji biegowej na dystansie 400 m, ponadto została brązową medalistką uniwersjady w Shenzhen (w konkurencji sztafety 4 × 400 m). W tym samym roku zadebiutowała w mistrzostwach świata, na których wystąpiła w konkurencji sztafety 4 × 400 m – razem z koleżankami zakończyła tutejszy występ w fazie eliminacji, w której zajęła 5. pozycję z czasem 3:32,39. W 2012 wywalczyła dwa medale halowych mistrzostw Azji – złoty w sztafecie 4 × 400 m oraz srebrny w biegu na 400 m.
W 2014 roku zdobyła drugi w karierze medal igrzysk azjatyckich, co uczyniła w konkurencji 4 × 400 m, natomiast rok później w tej samej konkurencji okazała się złotą medalistką mistrzostw Azji. Po raz ostatni w zawodach lekkoatletycznych wystąpiła we wrześniu 2017 podczas Chińskich Igrzysk Narodowych w Tiencinie, na których udało jej się zdobyć srebrny medal w konkurencji sztafety 4 × 400 m.
Jest trzykrotną mistrzynią swego kraju. W 2008 zdobyła złoty medal w konkurencji biegu na 400 m, natomiast w 2012 roku otrzymała złoty medal zarówno w konkurencji biegu na 400 m, jak i sztafety 4 × 400 m.

## Osiągnięcia
| Rok     | Zawody                      | Miasto    | Miejsce | Konkurencja        | Wynik   |
| ------- | --------------------------- | --------- | ------- | ------------------ | ------- |
| 2008    | Letnie igrzyska olimpijskie | Pekin     | 7. SF   | sztafeta 4 × 400 m | 3:30,77 |
| 2009    | Halowe igrzyska azjatyckie  | Hanoi     | 1.      | bieg na 400 m      | 53,58   |
| 2009    | Mistrzostwa Azji            | Guangdong | 1.      | sztafeta 4 × 400 m | 3:31,08 |
| 2009    | Igrzyska Azji Wschodniej    | Hongkong  | 1.      | bieg na 400 m      | 53,52   |
| 2009    | Igrzyska Azji Wschodniej    | Hongkong  | 1.      | sztafeta 4 × 400 m | 3:37,72 |
| 2010    | Igrzyska azjatyckie         | Kanton    | 3.      | sztafeta 4 × 400 m | 3:30,89 |
| 2011    | Mistrzostwa Azji            | Kobe      | 1.      | bieg na 400 m      | 52,89   |
| 2011    | Uniwersjada                 | Shenzhen  | 5. SF   | bieg na 400 m      | 53,86   |
| 2011    | Uniwersjada                 | Shenzhen  | 3.      | sztafeta 4 × 400 m | 3:34,09 |
| 2011    | Mistrzostwa świata          | Daegu     | 5. H    | sztafeta 4 × 400 m | 3:32,39 |
| 2012    | Halowe mistrzostwa Azji     | Hangzhou  | 2.      | bieg na 400 m      | 54,17   |
| 2012    | Halowe mistrzostwa Azji     | Hangzhou  | 1.      | sztafeta 4 × 400 m | 3:40,34 |
| 2013    | Igrzyska Azji Wschodniej    | Tiencin   | 1.      | bieg na 400 m      | 53,76   |
| 2013    | Igrzyska Azji Wschodniej    | Tiencin   | 1.      | sztafeta 4 × 400 m | 3:35,65 |
| 2014    | Halowe mistrzostwa Azji     | Hangzhou  | 3. H    | bieg na 400 m      | 59,05   |
| 2014    | Halowe mistrzostwa Azji     | Hangzhou  | 3.      | sztafeta 4 × 400 m | 3:43,89 |
| 2014    | Igrzyska azjatyckie         | Inczon    | 4. H    | bieg na 400 m      | 54,93   |
| 2014    | Igrzyska azjatyckie         | Inczon    | 3.      | sztafeta 4 × 400 m | 3:32,02 |
| 2015    | Mistrzostwa Azji            | Wuhan     | 1.      | sztafeta 4 × 400 m | 3:33,44 |
| Źródło: |                             |           |         |                    |         |

## Rekordy życiowe
- bieg na 200 m – 23,91 (21 listopada 2006, Foshan)
- bieg na 400 m – 52,18 (23 listopada 2006, Foshan)
- sztafeta 4 × 400 m – 3:29,75 (26 czerwca 2008, Korat)

Halowe
- bieg na 200 m – 25,32 (21 marca 2007, Pekin)
- bieg na 400 m – 53,58 (1 listopada 2009, Hanoi)
- sztafeta 4 × 400 m – 3:40,34 (19 lutego 2012, Hangzhou)

Źródło: 